# Alessandro Sozzini
Alessandro Sozzini ou Alessandro Socini, est un juriste italien né à Sienne en 1508, et mort à Macerata le 28 avril 1541.

## Biographie
Alessandro Sozzini est le fils de Mariano Socini le Jeune. Il a étudié le droit et obtenu ses degrés universitaires à Sienne où il a brièvement enseigné le droit entre 1531 et 1533. Il a ensuite enseigne le droit civil à Padoue en 1533-1535 avant de revenir à Sienne en 1537, mais a été souvent absent de la ville. Il a fini sa carrière à Macerata en 1541 où il est mort le 28 avril. Son corps a été transporté à Sienne en grande pompe et a été inhumé dans la chapelle Sozzini de l'église San Domenico.
Il est le frère de Lelio Sozzini et le père de Fausto Sozzini qui ont prêché le Socinianisme.
Il a été marié à Agnès Petrucci, fille de Burgesio Petrucci et de Vittoria Piccolomini, petite-fille de Pandolfo Petrucci qui a assuré le gouvernement de la république de Sienne. Il est le père de Fausto Sozzini.

## Famille
- Mariano Socini l'Ancien (1397/1401–1467), juriste, professeur à l'université de Sienne à partir de l'automne 1427 ayant eu comme élève Enea Silvio Piccolomini, le pape Pie II,
  - Bartolomeo Socini (1436-1507)
  - X
    - Mariano Socini le Jeune (1482-1556), marié à Camilla Salvetti,
      - Alessandro Sozzini (1508-1541) a poursuivi la carrière de juriste, marié à Agnese Petrucci,
        - Fausto Sozzini (1539-1604),
        - Filide Sozzini (1540-1568),

      - Celso Sozzini (1517–1570) aussi juriste,
      - Camillo Sozzini (né en 1520)
      - Cornelio Sozzini (mort en 1586), humaniste,
      - Lelio Sozzini (1525-1562), humaniste
      - Dario Sozzini
      - Alessandro Girolamo Sozzini (1518-1608), écrivain et historien[3]